# 拳王軍
拳王軍（けんおうぐん）とは、武論尊・原哲夫による漫画『北斗の拳』およびそれを原作としたアニメ作品などに登場する架空の軍隊。
本稿では主に、『北斗の拳』第1部とそれを原作としたアニメに登場した構成員を中心に解説する。

## 概要
北斗神拳の伝承者争いでケンシロウに敗れ、野心を露にし拳王と称するようになったラオウが「恐怖による支配」を実現すべく組織した軍隊。ラオウ自ら直卒する軍団は劇中で拳王軍団と呼称される。翼の生えたコブラの紋章を掲げ、核戦争後の荒廃した世界に覇を唱える。その構成人員は多岐にわたり、カサンドラ監獄の獄長ウイグルをはじめヒルカや狗法眼ガルフのような悪党やごろつきが多数存在する一方で、リュウガやザクのような良将も若干ながら存在する。
その武力で世界を席巻したが、ケンシロウの手でラオウが倒されるとそれに伴い解体している。

## 構成
※特筆なき場合、声はテレビアニメ版のもの。
ユダとその配下については、拳王軍の風下に立つ同盟関係であるためここには含まない。ソウガ、レイナなどの『真救世主伝説 北斗の拳』、『天の覇王 北斗の拳ラオウ外伝』に登場するオリジナルキャラクターの詳細は当該記事をそれぞれ参照。

### 主要人物
ラオウ
北斗四兄弟の長兄。自らを世紀末覇者拳王と称し、拳王軍を組織して覇道を突き進んでいく。
黒王号
声 - 湯澤幸一郎（DD北斗の拳）
ラオウの愛馬。漆黒の体色を持ち、非常に大きな体躯で、足跡は象と見紛うほど。並の拳法家はラオウが手を下すまでもなく、黒王号に葬られた。
ケンシロウと壮絶な痛み分けを喫し、配下の者たちから見捨てられたラオウの元にもただ一頭残るなどその忠誠心は厚い。ラオウも「俺が身体を預けるのは黒王号のみ」と、それ以外の移動手段を拒絶している。ラオウ以外で黒王号がその背を許した男はジュウザ、ケンシロウ、ショウザ、バット、ヒョウ、リュウ（相乗りしたのはリン、ユリア、アスカ、ヒョウ）。
ラオウの死後はケンシロウとユリアの後について行き、天帝編からはケンシロウの愛馬として登場する。その時から片目に布を巻いている。ケンシロウがユリアと隠遁生活を送っていた時も常に滝で身を清め、いつでもケンシロウが騎乗できるように備えていた。修羅の国編ではケンシロウに置いて行かれたが、終盤でバットを乗せて登場する。原作の終章では、ラオウの遺児リュウとの旅を終え、マミヤと別れた後、ケンシロウがユリアによって記憶喪失になる直前に突然息を引き取る。
黒王のように「象と見まがうほどの巨馬」というキャラクターはその後も作中に登場しており、第2部ではラオウの実兄カイオウの愛馬が登場した。
左目が潰れた理由は、『北斗の拳 -LAST PIECE-』でジュウザの遺児ショウザとともにX郡都軍と戦った際に受けた矢傷が原因であることが明らかにされた。
『天の覇王』では馬千頭を率いる野生馬として登場する。
リュウガ
拳王軍の将軍にして泰山天狼拳の使い手。ラオウの配下としてその覇業に貢献しながらも他に天下を定める人間を探しながら宿命を全うした。
ザク
声 - 平野正人（第92 - 94話）→ 松田重治（第104、106 - 107話）
口ひげを蓄えた燻し銀の風貌。側近の一人らしく、聖帝編から登場している。常にラオウの傍らにあって進軍の補佐を担当していたが、ラオウとフドウの戦いで、ラオウの危機を救うべくフドウを弓で射抜いて勝負に水を差し、ラオウの怒りを買い重傷を負う。その後ユリアに治療され、ラオウがユリアを殺そうとした際にそれを止めるべく矢を射た。最後には家族の下へと帰る。テレビアニメ版でもラオウの副官という役回りで登場し、最終章では終始ラオウの側近として行軍に同道。
聖帝編とその後の登場シーンで容姿が異なり、テレビアニメ版ではそれぞれ別キャラクター扱いとなっていて、後者のクレジット表記は「拳王軍団団長」。声優も平野ではなく松田となっている。
『真救世主伝説 北斗の拳 ラオウ伝 激闘の章』においては、その役回りが第2部で登場したバルガに変更されている。
ソウガ、レイナ
声（ソウガ） - 石塚運昇（少年期 - 宮田幸季）（真救世主伝説） / 松風雅也（天の覇王）
声（レイナ） - 柴咲コウ（少女期 - 城雅子）（真救世主伝説） / 中原麻衣（天の覇王）
ラオウとは修羅の国時代からの幼なじみの兄妹。兄ソウガは拳王軍の軍師を、妹レイナは拳王親衛隊長をそれぞれ務める。
ギラク
声 - 竹田雅則（真救世主伝説）
『ラオウ伝 激闘の章』で登場する拳王軍の総参謀。ソウガ亡き後、ラオウに仕える。
ガルダ
『金翼のガルダ〜南斗五車星前史〜』の主人公。拳王軍の一員ながらラオウへの忠誠心も拳王軍の面々への仲間意識も薄く、リュウガからは謀反の可能性を危惧されているが、ラオウはガルダが何をしようとも自身や拳王軍は決して揺るがないと考えている。

### 各地の支配者とその部下たち
ジャギ
北斗四兄弟の三兄。ケンシロウを憎悪し、彼の名を騙る。
狗法眼ガルフ
声 - 玄田哲章 / 八奈見乗児（86年劇場版）/佐藤晴男（激打2） / 坂本頼光（DD北斗の拳）
拳王ラオウがケンシロウとの初戦で相打ちとなり、行方不明となった後に暴君と化した男。拳王の霊薬を作っていたメディスンシティーを占拠し、「人の命より犬の命が重い」という生類憐れみの令に似た悪法を発布して人々を苦しめ、トゲの付いた金属の輪を武器に人柱を使った輪投げを楽しむ。その様はメディスンスティーの人々から「拳王の時よりひどい」と評された。愛犬の名はセキ。
ラオウに新血愁を突かれたレイの肉体の苦痛を和らげる薬を探していたマミヤを捕えて処刑しようとするが、ケンシロウに秘孔を突かれて敗北し、その後、レイに相手が北斗神拳の使い手であること、既に「死んでいる」ことを教えられて驚愕する。セキに助けを求めるが小水をかけられ、レイに「いい友だな」と皮肉を言われた末に、「北斗神拳だなんて、それを先に言って」と後悔の言葉を残して爆死した。
映画ではラオウの部下として登場。拳王軍行進の際に沿道に集まった観衆の声援の音頭を取っていて、テンポがズレていた村人の頭を握り潰す。
アビダ
声 - 沢木郁也
ラオウの元部下。ラオウが失踪していることを幸いに、「鬼の居ぬ間の洗濯」とばかりに治領の村を占拠して「人間ハンマー投げ大会」を開き暴虐を尽くした。自らが天下を取ったと調子に乗っていた所をケンシロウに阻止され、後から現れたリュウガの泰山天狼拳の餌食にされた。原作では手下から「頭」と呼ばれていたが、アニメで名前を付けられた。部下のゴンズと同じく額に十字の刺青を入れている。先端が尖った刃物付のトンファーが武器で、アニメ版によればこれで千人以上を殺してきたという。
ゴンズ
声 - 田中康郎
アビダの部下。頭が弱いようで、名古屋弁のような口調だが呂律が回っておらず、跳ね上がったお下げ髪（ツインテール）と出っ張った太鼓腹の持ち主。村人を鎖でつないで投げる「人間ハンマー投げ大会」で新記録を達成したが、大会に乱入したケンシロウに「おまえが飛ぶんだ」と蹴り飛ばされ、遙か彼方のビルの外壁に激突して破裂死。これにより自らの飛距離記録をケンシロウにあっさりと破られる。
※以下はテレビアニメ版オリジナルキャラクター。
ゾリゲ
声 - 沢木郁也
ガルフの部下。薬を探しに倉庫へやって来たマミヤを襲い、助けに駆けつけたレイと交戦する。硫酸が封入されたボール数個をジャグラーのように扱うことができ、一発レイの肩に硫酸を浴びせたが、再び投げたボールを投げ返されて逆に浴びてしまい、最期は南斗水鳥拳であっさりと倒される。
ブーガル
声 - 佐藤正治
とある村を支配している拳王部隊の男。「転界無王拳」の使い手。極度の風呂好きで一日に数回水風呂に入っているため、村を水不足にし、部下からも「もったいない」と言われている。本当の理由は戦闘の際に自分の体臭を消して気配を悟られないようにするため。村に差しかかったケンシロウに挑むが、秘孔を突かれて意思とは無関係に後ろに歩かされ水風呂に転落し、そのまま水の中で爆死した。
ガロウ
声 - 平野正人
とある村を支配しているリュウガの部下で、彼の部隊を率いる。泰山流斬刃抜刀術を使う。ケンシロウの拳を紙一重で受け止め善戦するが、抜刀術の奥の太刀をいとも簡単に破られ敗北。約束通りリュウガの居場所をケンシロウに教え、血を噴出して死亡する。拳王直属の部下と、リュウガの部下が取り換えられるシーンがあったが、彼は対象外であった。
モーガン
声 - 田中康郎
巨大ハンマーを持つ2人の壊し屋を従え、とある村を支配する拳王先遣隊の隊長。車が何より大好きで、一日中乗り回しては村人を轢き殺している凶悪な男。車好きなわりに運転は非常に下手。転倒したりすると「ハンドルが甘かった」などと自分の下手さ加減を棚上げし、部下に責任を押し付ける。「自分より早く走る奴は生かしておけない」主義で、バットのバギー車に抜かれたことに激怒し、部下にバギー車を破壊させた。自分の車のことしか考えないため、壁に激突した際には村人のせいにしたうえで「自分の愛車に比べれば命などクズ同然」と村人を嘲笑っている。部下を全員ケンシロウに倒され、勝てないと判断し逃亡。しかしバットに車の部品を抜かれていたことにより、愛車で壁に突っ込み爆死した。
ドルフィ
声 - 沢木郁也
拳王支配地の村を統治する男。口では奇麗事を並べながら、部下のゼンダを使って村人たちを脅して従わせる卑劣漢。最後まで暴力に屈せず人としての誇りを守り通した村長を殺害して、ケンシロウの怒りを買う。ゼンダに太陽の光を反射させて相手の目をくらまし、その隙に攻撃を加えるという不意打ち攻撃「泰山黒影拳」を得意とする。ケンシロウに黒影拳を破られるとヤケクソになり、ハンマーで殴りかかるが通用せずに捕まる。その後は恐怖のあまり身動き一つできず、秘孔を突かれてゼンダと共に爆死する。
ゼンダ
声 - 田中亮一
ドルフィの忠実な部下。右手についた鉄の爪が武器で、身軽さと素早さが取り柄。ドルフィと2人がかりでケンシロウに襲い掛かるが、あっさり蹴飛ばされる。この時既に秘孔を突かれており、ケンシロウの「相棒の死刑に賛成なら手を上げろ」の声で挙手する。それを見て怒り狂うドルフィに「既に秘孔を突かれてまして!」と必死に弁解するが聞いてもらえず、ドルフィ共々爆死する。

### カサンドラ監獄
トキが幽閉されていた監獄。鬼と呼ばれた凶悪犯が哭いて出獄を乞うという別名「鬼の哭く街」。カサンドラにある監獄で凶悪犯や拳王軍に組せぬ者またラオウによって拳法の奥義を強奪された拳法家たちを収容した施設。獄長ウイグルを頂点とした組織が構築されている。
カサンドラ編の最後では拳王がラオウであること、真のカサンドラの恐怖はラオウがもたらしたものだということが判明。トキはラオウの野望を止められるのはケンシロウしかいないと断言し、以後ラオウとの対決が鮮明となる。またカサンドラ編ではケンシロウがはじめて救世主と呼ばれた。他にもサブタイトルをはじめセリフに「救世主」という言葉が多く登場し掲載誌の煽り文では「救世主伝説が今より始まる!!」「救世主出現!!」と宣言している。
ウイグル獄長
声 - 郷里大輔 / 三宅健太（天の覇王） / 大友龍三郎（北斗無双） / 楠見尚己（北斗が如く） / 最上嗣生（LEGENDS ReVIVE）
トキが幽閉されていたカサンドラ監獄の獄長。不死身の肉体と不落のカサンドラ伝説を誇った巨漢。ラオウの覇道を揺るがす「トキとケンシロウの再会」という事態の阻止を担っており、カサンドラに入ってきたケンシロウを葬ろうとした。またそれにより、作中で初めてケンシロウを救世主と呼んだライガとフウガたちの希望をも打ち砕こうとした。
カサンドラでラオウが目指した恐怖による支配をウイグルは脱獄不能のカサンドラ伝説として顕示。自分に挑戦を図る者や脱獄者を見せしめに処刑し、その累々とした墓標を自らの伝説の記念碑とした。挑戦者を待ちわびケンシロウのためにわざわざ墓穴を用意するほどの自信家で、巨体から繰り出す必殺技の「蒙古覇極道」は、ケンシロウを失神させるまで追い込んだ。しかし4回目の蒙古覇極道はケンシロウに6本の指で受け止められ、北斗鋼裂把で肩の筋を引き裂かれる。最後は北斗百裂拳でとどめを刺され、逆に巨体を小さな墓穴に押し込まれる。ウイグルを倒された獄吏たちは武装を解除し、カサンドラは解放となる。一方でウイグルはトキが重要な人物であることを知っており、墓穴から一時的に息を吹き返してまで2人の再会を阻止するよう訴えるなど、並々ならぬ執念を持っていた。
巧みな鞭捌きと巨体を活かした力業を得意とするが、人質を使った狡猾な支配力も合わせ持つ。近距離では大技の「蒙古覇極道」、中距離では「泰山流双条鞭」「泰山流千条鞭」という複数の鞭を駆使する流派を修得している。
作画担当者の原哲夫は、憧憬する画家フランク・フラゼッタからウイグル獄長のデザインのイメージを得たとして、作中で一番好きな悪役としている。その原作登場シーンのインパクトを名越康文は『北斗神話の深層心理カルテ〜北斗神拳とは何だったのか〜』の中で「ウイグルが放つ威厳のオーラは権力の本質と影響力を象徴する」と分析し、今までの敵とは違う拳王軍という巨大組織の中でカサンドラを任された「役職」を持った官僚であると指摘している。
1986年の劇場版『北斗の拳』ではラオウの側近として拳王軍を指揮し、牙一族の抹殺とユリアの処刑を命じられている。またレイとの対戦を命じられるが逆に斬殺される。誌面発表時の初期設定ではラオウと対決する前にケンシロウが対戦する相手であった。TVアニメ『北斗の拳』では、ラオウだけでなくウイグルも拳法家から奥義を奪い人質を取ってカサンドラを圧制している。また監獄の守備だけでなく途中でケンシロウを迎え撃つためにカサンドラ襲撃隊や部下のターゲル、蘭山紅拳のベラを差し向けている。死に際に墓穴から息を吹き返してまでトキとの再会阻止を訴えた執念は、単にカサンドラの崩壊を告げるために変更されている。『天の覇王 北斗の拳ラオウ外伝』ではカサンドラの獄長となる経緯が描かれており、ラオウによって才を見いだされ智王ギオンの後任としてこの地位に就いたとされている。『金翼のガルダ〜南斗五車星前史〜』では、南斗最後の将の居城を記した地図をカサンドラで厳重保管しており強引に要求するガルダとあわや一騎打ちとなるが、地図の謎を解明する期待から結局あっけなく明け渡している。
正規英語版北斗の拳での英語表記はWIGULであって、ゲームなど派生商品でよく使われているUighurやUyghurなど中央アジア民族名とは異なる。また中国語版『北斗が如く』(人中北斗)以降では民族名(維吾爾)ではなく、似た発音の(威格爾)が使われている。
ライガとフウガ
声（ライガ） - 沢木郁也 / 稲田徹（PSゲーム） / 平井啓二（真・北斗無双） / 堂坂晃三（LEGENDS ReVIVE）
声（フウガ） - 幹本雄之 / 今村直樹（PSゲーム） / 鈴木賢（真・北斗無双） / 酒巻光宏（LEGENDS ReVIVE）
カサンドラの獄門を守る双子の衛士。ミツ（声 - 島田敏〈PSゲーム〉）という弟がおり、ウイグルに人質として取られ、なおかつ自分たちの技量ではウイグルには敵わないと悟ったため監獄カサンドラの衛士に身を落としていた。ミツは2人がケンシロウに命運を託した際、ウイグルによって処刑されそうになったものの「死の覚悟が決まった奴を殺すのはおもしろくない」とするウイグルの気変わりで命を救われている。
彼らの使う「二神風雷拳」は二身一体で、同じ血、同じ筋肉、同じ感性を持つ者のみが修得可能な拳法。2人の指は細く鋭利なワイヤーで繋がれており、間に挟み込んで敵を切断する。これで幾人もの挑戦者を門前払いにした。最初にレイと戦い傷を負わせるが、ケンシロウとの戦いでは一瞬にしてその拳を見切られ敗北する。ケンシロウがカサンドラの恐怖の伝説を崩壊させる救世主と悟り、人質である弟の命を捨てる覚悟で門を開け中へ通す。
ケンシロウがウイグルを破った後にトキのいる獄舎を目指すが、侵攻して来た拳王親衛隊によって巨石を落とされ道を塞がれそうになったため、両手で支えて通路を確保する。そして巨石を抱えたまま拳王親衛隊のザルカとカシムになぶり殺されるが、死してなお立ち続ける精悍な最期がケンシロウの心を大きく揺さぶることになる。
アニメでは師匠として拳王に忠誠を誓ったソウジンがおり、カサンドラ内部でソウジンと師弟対決を行う下りが追加されたほか、弟ミツが2人の目の前で処刑されるという形に変更され、ウイグルの死後に弟の亡骸を埋葬する描写もある。絶命して巨石を支え続けた描写もトキの救出後になり、拳王決死隊のブルグに殺されるという形に変更され、2人の親友として登場するカサンドラの兵士・タカ（声 - 竹村拓）が2人の敵を討つこととなった。
双子ゆえ同じ顔をしているが、フウガには一本線型の顎髭が生えている。アニメではフウガに髭が存在しないが服装の色が違う。
ザコル
声 - 田中康郎
ウイグルの部下。彼の命令でトキの真実に触れようとする者を処刑する処刑部隊（エクスキューショナー）の隊長。トキの情報を各地から得ようとするマミヤを処刑するために派遣される。マミヤを捕えて殺そうとするが（アニメ版では、ここで部下たちから「イッキコール」が沸き起こる）、運悪くそこがケンシロウとレイとの合流場所であったため、とっさにマミヤを人質にして窮地を逃れようとするが、恐れをなした部下が逃げるのに気を取られた隙にケンシロウに秘孔を突かれて数時間の気絶状態になる。アニメ版ではその後に意識を取り戻し、カサンドラへ報告に戻るがウイグルによって始末される。
※以下はテレビアニメ版オリジナルキャラクターとして登場するウイグルの配下。
ターゲル
声 - 屋良有作
テレビアニメ版のみ登場。獄長ウイグルの部下でカサンドラの刑務官。黒掌十字拳の使い手。ケンシロウへの刺客として放ったベラの監視役。ベラが任務を完遂できなかったために彼女の母とベラを殺害するが、それを目撃したケンシロウの怒りを買い、北斗撃墜指を受け爆死する。
ソウジン
声 - 宮内幸平
テレビアニメ版のみ登場。ライガとフウガの師匠であり、風雷拳一族の長。二神風雷拳の源である「風雷十極拳」の使い手。一族の存続のため拳王に忠誠を誓っている。ライガとフウガと対決し、弟子の成長を認めて敗れ去った。

### アミバ一味
奇跡の村で「木人形（デク）狩り」と称し、秘孔の人体実験を行っていたアミバとその部下たち。
アミバ
声 - 土師孝也 / 堀内賢雄（ぱちんこCR北斗の拳） / 興津和幸（天の覇王） / 関智一（北斗無双、DD北斗の拳）
自称「天才」の男。かつてレイと共に南斗聖拳を学んでいたが、奥義をさずかることはなかった。その後奇跡の村に立ち寄った際、トキに顔をぶたれたことで恨みを抱き、その名を騙って悪事を働くようになる。
当初はアミバとラオウとの繋がりを示す描写はなかったが、後にカサンドラに幽閉されていたトキの弁でラオウの部下であることが判明する。またアニメでは、今際の際に「拳王様ーっ!!」と言い残し、ケンシロウが拳王の存在を知るという演出がなされている。
ハブ
声 - 永井一郎 / 茶風林（PSゲーム）
アミバの副官で、木人形狩り隊の隊長。コンビで行動するギュウキとは正反対の小柄な男だが、アミバの秘孔によって常人を遙かに超える跳躍力を手に入れ、猿のような俊敏な動きが可能。長い棒と鋭いかぎ爪を使った猴拳（猿拳）の流れを汲む「野猿牙殺拳」でケンシロウを葬ろうとするが、秘孔を突かれて手が棒から離れなくなり、壁に思いきり叩きつけられる。その後、アミバの元まで道案内させられた挙げ句に、攻撃の楯にされて死亡した。
アニメでは棒から手が離れずしがみついたままのハブを、ケンシロウが棒ごと担いで旅をするなど、コミカルなシーンが増えている。
ギュウキ
声 - 岡和男 / 江川央生（PSゲーム）
アミバの部下の巨漢。アミバの秘孔によって剛力を得ており、ハブと共にアミバの秘孔実験用人間の拉致部隊として行動する。電動ノコギリを仕込んだ台上で「勝てたら食料1ヶ月分」という条件で腕相撲勝負をケンシロウに吹っかけるが、まったく動かすことができず劣勢になり、腕の切断を免れようと必死に力を込めた結果、自分の腕が折れてしまった。泣き叫んでハブに助けを求めるも「愚か者」と一喝され、棒で顔面を叩かれ額を割られる。
当時の『ファンロード』などの誌面では「ケンシロウに挑んで腕一本折られただけで済んだ幸運な奴」と書かれていた。
ネバダ
声 - 野島昭生（ノンクレジット）
原作では単にレイにやられている雑魚だったが、アニメ版では「かつてレイと共に南斗聖拳を学んだ同門の男で、修行時代からアミバとつるんで悪事ばかり働いていた」という設定が追加された。
トキに成り代わったアミバの親衛隊長の座に収まっており、アミバの居城に近づく者を排除する役目を担っていたが、彼を見知っているレイが現れたために、トキの正体がアミバだと露見する引き金となる。
※ 以下はアニメでのみ登場するアミバの部下たち。
ゴウダ
声 - 佐藤正治（ノンクレジット）
アミバの秘孔によって熊の強さを得た男。泰山寺拳法・熊爪両断拳の使い手（作中では拳法名は出さず）。同じくアミバに強化された仲間たち（それぞれ蛇、カマキリの強さを持つ）と3人がかりでケンシロウに挑んだが全く歯が立たず、ケンシロウの五指烈弾で指の関節ごと破壊される。最後はモヒカン頭の中に仕込んだ刃で特攻するが「北斗双龍破」で胸の秘孔を突かれて死亡する。キャラクターの原型は読み切り版の『北斗の拳』に登場した同名の警察官で、ケンシロウとの戦闘シーンもほぼ原作と同じ。
ゴウム
声 - 屋良有作
木人形狩り隊の隊長。ハブやギュウキと同じくアミバの秘孔で肉体改造されており「常人の数倍のダッシュ力」を身につけている。ゴウムの率いる部下は様々な陸上競技のポーズでケンシロウに襲いかかるが、翻車爆裂拳であっさり全滅する。
自慢のダッシュ力を活かした槍攻撃でケンシロウの脇腹にかすり傷を負わせ、残った部下3人と四方から攻撃するが軽くかわされた上に、秘孔「甲不」を突かれて混乱した部下たちに槍を向けられる。焦って逃げ出そうとするも、ゴウムも秘孔を突かれて自慢の脚力が「常人の百分の一」になってしまっており、部下たちに刺された瞬間、全員揃って爆死する。

### その他
ザルカ
声 - 塩屋浩三
拳王親衛隊。ターバンを頭に巻き、巨大な三日月刀を持った中東の兵隊のような風貌の口髭を生やした男。相方のカシムと共にライガとフウガを罠にかけて惨殺した後に、追ってきたケンシロウに首長処刑刀術を用いて戦いを挑むが、蹴りを延髄に当てられ（アニメ版では北斗百裂拳を受けた）、あっさり三日月刀を奪われる。ケンシロウの持つそれを白羽取りして「首長盗刃術、味わうが良いわ」と見得を切ったが、食い止めることすらできず、そのまま顔面に刃を差し込まれ死亡。
カシム
声 - 北川米彦
拳王親衛隊でザルカの相方。名前はアニメより。ザルカが倒された後もトキの替え玉を使ってトキとケンシロウの再会を阻止しようとする。だがケンシロウに替え玉の正体を見破られ、「殺せ」と言われてカシムが替え玉の男の首を刀で軽く突いただけで男が正体を晒してしまったため、一刀両断する。
最期はケンシロウに秘孔を突かれてトキの居場所を白状させられた挙句に爆死。
シーカー
声 - 千葉繁（ノンクレジット）
拳王偵察隊の一員。ヤモリのようにクネクネとした外観で、暗視ゴーグルを着用し異常に長く伸びた舌を持つ爬虫類のような男。戦闘能力は高く俊敏で、単独になったマミヤを襲って追いつめるが、ケンシロウに頭を踏み付けられ舌を噛み切ってしまう。逆上してケンシロウに襲い掛かるが自分の持っていた棍棒で滅多打ちにされる。
アニメ版では語尾に「みゃあ」を付けて喋るほか、彼に風貌が良く似た部下が5人いるが、全員マミヤに殺されている。
ガロン
声 - 亀井三郎
拳王侵攻隊を率いる隊長。ガソリンを飲み干し、2本の刀剣から出す火花で発火させ、口から火を吐き攻撃する火闘術（アニメでは「竜吐火焔術」）を得意とする。
各地の村々を襲撃しマミヤの村にもその魔手を伸ばすが、危機を知って駆けつけたレイと闘う。レイの鋭い手刀から生じる真空波で腹を切り刻まれ、体内から漏れだしたガソリンが引火し「えろばっ!!」と叫びを上げて爆死した。
原作では拳王が登場した後にレイに倒されているが、アニメ版では逆に拳王が現れる前に倒されている。
でかいババァ
声 - 二又一成（ノンクレジット） / 郷里大輔（PSゲーム） / 坂本頼光→高橋伸也（DD北斗の拳） / 下山吉光（LEGENDS ReVIVE）
拳王の部下。老婆の変装をしてケンシロウ、トキ、マミヤの一行を小屋で待ち伏せしていた大男。一行をもてなすフリをして毒入りの水で殺そうとしたが、既に正体を看破していたケンシロウから逆に「その水を飲んでみろ」と切り返され、返答に窮して襲い掛かるが顔面を蹴られて敗れる。その時に「おまえのようなババアがいるか」（アニメでは「おまえのようなバアさんがいるか」）とケンシロウは簡単に変装を見破ったことを述べている。一方でマミヤは変装だと見破れず、ケンシロウの態度を諫めていた。変装しても身長と体格がごまかしがきかず、ケンシロウやトキよりも大柄であった。爆死はせず消息は不明。
アニメ版では「拳王特殊部隊」を率いている。原作ほど大きくはなく、マミヤより一回り背が高いという程度。髭を剃り忘れたことが変装を見抜かれた原因になっている。また、ケンシロウに水を飲むように言われた際には「いやですよ年寄りに冷や水なんて」という言い訳でごまかそうとしていた。最後はケンシロウの蹴りを食らい、頭から爆死した。PS版ゲーム『世紀末救世主伝説』にもルートによっては登場し、原作同様の罠で襲いかかってくるが返り討ちに遭い死亡する。
ゲーム『北斗無双』では幻闘編のジャギの章において、全く同一の姿をした「ババァ」という村の自警団を率いる老女が登場。また、彼女と同じ姿をした姉妹の「ババァ」も登場する。ゲーム『北斗が如く』では、エデンのバーの経営者として登場しており、頭に三角巾をつけている。こちらでは善良な一般市民で、性別も女性になっている。
公式携帯サイトではコビトという名前が付けられている。
『北斗の拳 拳王軍ザコたちの挽歌』によると身長は2m55cm。彼が老婆役に選ばれた理由は「台詞読ませたら一番自然だった」とのこと（ただし、台詞は棒読みだった）。
『北斗の拳』の連載35周年を記念して行われた人気投票「北斗の拳 国民総選挙」では、第9位にランクインしている。
烈闘破鋼棍を使う大男
声 - 田中康郎
ラオウと対峙するケンシロウの元に向かうトキとマミヤの前に立ちふさがった男。「烈闘破鋼棍」（アニメでは「烈斗破鋼棍」）という2本の鋼棍（棍棒）を振って攻撃するというシンプルな技を披露するが、トキの柔の拳によって両腕を折り曲げられ、そのまま元に戻らなくなり、悲鳴を上げる羽目になった。ラオウからはトキの足止め程度にしか使われなかったが、本人は殺した相手の血で愛用の鋼棍が赤く染まるほどの過去の成果もあって、「拳王様に見込まれた」と勘違いしていた。
ヒルカ
声 - 徳丸完 / 稲田徹（PSゲーム）
拳王配下の最強拳を自称するラオウの部下。蛇咬帯と呼ばれる布を手足のように自在に操り、相手の呼気と身動きを封じる「泰山妖拳蛇咬帯」の使い手。実子であるタンジとジロを捨て去り、彼らがフドウの養子となると人質として利用するなど、父親の責任放棄を超えた非道を尽くす。
フドウの危機を救ったケンシロウと対決したが、自慢の拳法を力任せに打ち破られると、ケンシロウに向けて放った部下の矢で頭部を射抜かれ死亡。
アニメ版では、タンジとジロはヒルカと同じ一族の者という設定に変更されていたが、ヒルカ自身はそのことを知らなかった模様。ヒルカの部下も蛇咬帯の使い手で、カラフルな布を使って一斉攻撃を仕掛けている。またヒルカの最期も原作から変更され、矢が頭部には命中しなかったためすぐには死亡せずに激突した崖につかまっていたが、力尽きて落下して流砂に飲み込まれる。PS版ではケンシロウとの戦い後、ケンシロウに蹴り飛ばされて流砂に落ちる、という描写になっている。
ジャドウ
声 - 堀之紀
武装したバイクを駆る拳王親衛隊。ヘルメットをかぶった仰々しい外観で、ラオウとの戦いで目を負傷し一時的に盲目になっていたケンシロウを襲い、死角を突く形で傷を負わせるが返り討ちにされる。
アニメではバイク部隊を率いて登場。ラオウの居場所を話すが、秘孔を突かれ無理に動いたため頭が吹き飛び死亡する。
ウサ
声 - 千葉繁
ラオウの宮殿の執事。ケンシロウに敗れて負傷したラオウをユリアが看病した様子を見て「このウサもあやかりたいものですな」と茶化したことでラオウの怒りを買い、断末魔を残して跡形もなく消え去った。『天の覇王 北斗の拳ラオウ外伝』では拳王軍副軍師という肩書きを与えられ、トキを捕えるため策を弄している。
※ 以下はテレビアニメ版オリジナルキャラクター。
ブルグ
声 - 藤井つとむ
日本刀を武器に持ち、武者鎧を纏った、拳王決死隊の隊長。ライガとフウガを殺害するが、ケンシロウの百裂拳を受けた上、秘孔を突かれて動けなくなったところを、ライガとフウガの親友であるカサンドラの兵士タカに始末をつけられる。
ダビデ
声 - 大塚芳忠
拳王配下の新兵募集隊の隊長。しかし彼自身は「チンケな仕事」と文句を言っており、内心では辞めたがっている。戦闘能力は皆無で、戦いは専ら部下に任せておき自分は後ろで命令ばかりする。ケンシロウに敗れたことで改心しようとしたグレンを殺すが、その非道な行いがケンシロウの逆鱗に触れる。「貴様らなど恐怖という鎖で繋がれたこけおどしの集まり」と迫るケンシロウに震えあがり自分だけ逃亡を図るも、五車星の一人・風のヒューイにより部下ともども切り刻まれて死亡する。
グレン
声 - 幹本雄之
ダビデの部下。戦闘マシンとしてダビデに育てられ、その命令のままに動くことしかできない哀れな運命を背負った男。身長はケンシロウの倍ほどある巨漢で、普段は身体に制御スプリングを取り付けている。途轍もない怪力とケンシロウの攻撃にも耐えられるほどの強靭な肉体で猛攻を加えるも、秘孔を突かれて力が100分の1になってしまい敗北。その悲しみを知ったケンシロウに諭され、ダビデの呪縛から逃れて生まれ変わろうとしたが、ダビデに「戦えなくなった役立たず」と罵倒され、ボウガンで射られて非情にも殺される。
バルダ
声 - 池水通洋
西洋の甲冑を身に纏った男で華山三叉槍の使い手。ケンシロウに挑み、かすり傷を負わせることはできたが結局彼には敵わず空中で北斗百裂拳を叩き込まれ、最期は蹴り上げられ爆死する。
ジェモニ
声 - 幹本雄之
武蔵坊弁慶のような格好をしている自称・拳王刺客隊最強の男。剣を操る泰山（流）剣舞術の使い手で、今までに9999人もの相手を殺してきたという残虐な男。1万人目を飾るためにケンシロウと戦うが、二刀流の奥義「双刀剣」が通用せず、自分の意思に反して動く秘孔「輪雅」を突かれて自らの首を切断、彼自身が1万人目の死者となった。
ヤコブ
声 - 小杉十郎太
長槍騎兵の隊長を務める男。「子供（バットとリン）を倒せばバイクの部品、大男（フドウ）を倒せばガソリン一年分、ケンシロウを倒せば新品の大型バイク」と言葉巧みに部下を鼓舞し、ケンシロウ一行の前に立ち塞がるが、全く歯が立たずケンシロウに倒される。彼の部下には、かつてアミバの部下だった者がおり、「昔アミバ様の部下だったときに一度だけケンシロウを見たことがある」と言っていたが、ヤコブはアミバの存在を知らなかった。部下の発言によると彼の部隊に入る際には履歴書が必要なようである。
ゲンショウ
声 - 池水通洋
九人の武闘派僧侶軍団のリーダー。核戦争が起こる遙か前から山奥に籠もって修行に邁進し、仏に近づこうとしている一族の出身で、そこを拳王軍に占拠されてしまったためにやむなく拳王軍入りした。フドウのもとへと急ぐケンシロウの前に立ちはだかり、「あなた様が死んでも私どもが死んでも全ては仏の思し召し、恨みなど申しません」として、錫杖を鳴らすことで目が見えぬケンシロウの耳をも封じ、有利に戦闘を進めるが、自ら聴覚を失う秘孔を突いて心眼モードに入ったケンシロウに部下たちは敗北。たった一人残されたゲンショウは死を覚悟して一矢報いようとするが、部下たちがトドメをさされていないことを知り、戦意喪失。必ず拳王を倒すと約束して去ってゆくケンシロウを一礼して見送った。

## 元拳王軍・関連人物など
ラオウが倒され、拳王軍が解体した後も物語が続いたことにより、元拳王軍の肩書きを持つ者やその関連人物などが劇中に登場している。詳細は北斗の拳の登場人物一覧を参照。
赤鯱
修羅の国編で登場した「双胴の鯱」と呼ばれる海賊の長で、かつてラオウに仕えていた人物。
リセキ
ラオウに仕え、ラオウの息子・リュウを預かっていた老人。
ハクリ
リセキと共にリュウを預かり、その育て親として妻と共に登場。
コウケツ
拳王軍の馬係だったが、拳王軍解体後に大地主に成り上がった男。
ジンバ
コウケツの元上司。
バルガ
拳王軍屈指の良将だったが、時代の趨勢が読めずにコウケツの農奴に成り下がった男。バルガと赤鯱は、ケンシロウとラオウの最終決戦を描いた劇場アニメ『真救世主伝説 北斗の拳 ラオウ伝 激闘の章』にも登場している。
バラン
ラオウに弟子入りを志願して拳王軍に従軍し、後に極北の「聖国ブランカ」の国王を幽閉して君主となった光帝。